# Mojstrovica
Il monte Mojstrovica con 1.815 m s.l.m. è una montagna della catena delle Caravanche. È raggiungibile dal paese di Belca nel comune di Kranjska Gora.